# Dornier Do X
Dornier Do X var en tysk amfibieflygbåt konstruerad av Claude Dornier.

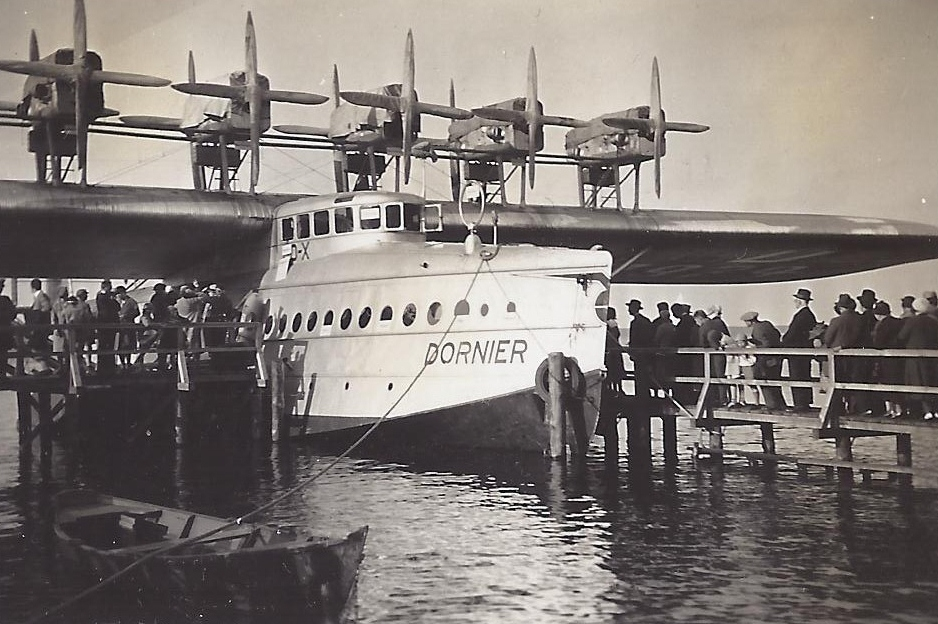
Do X - på sjön Müggelsee (Berlin - Tyskland) Maj 1932

På grund av fredstraktaten i Versailles efter första världskriget konstruerades flygbåten Do X i största hemlighet vid Dorniers verkstäder i Friedrichshafen. Konstruktionsarbetet inleddes 1924 av Claude Dornier på uppmaning från de tyska luftfartsmyndigheterna som önskade en stor flygbåt att sätta in på passagerartrafik till Nord- och Sydamerika. När ritningarna var färdiga byggdes för första gången i flyghistorien en fullskalemodell i trä.
Delarna till flygbåten producerades i hemlighet av fabriker runt om i Tyskland och fördes till Dorniers specialbyggda lokaler i Altenrhein vid Bodensjön Schweiz där slutmonteringen skedde.
Flygbåten tillverkades helt i duraluminium förutom vingarna som av viktskäl var uppbyggda runt en vingbalk med spryglar som kläddes med tyg. Flygplanet utrustades med 12 stycken 525 hk Siemens Jupiter luftkylda stjärnmotorer som tandem monterades i sex motorfundament ovanpå vingen. De främre motorerna försågs med fyrbladiga dragande propellrar medan de bakre motorerna försågs med skjutande propellrar. Vid provflygningarna visade det sig att de bakre motorernas kylning inte fungerade och att dragkraften från motorerna bara orkade lyfta planet till 425 meters höjd. Dornier insåg att motorvalet inte var lämpligt för transatlantisk flygning på grund av den uppnådda flyghöjden och kylproblemet för de bakre motorerna. Efter att man genomfört 103 testflygningar fram till sommaren 1930 bytte man ut motorerna mot Curtiss Conqueror. Vid bytet konstruerades motorgondolerna om, under de bakre motorerna vid vingens ovansida monterades en kylare medan de främre motorernas kylare var monterad bakom propellern. Fördelen med de nya motorerna var att de var vätskekylda samt att de 12 cylindrarna monterade i en V-form gav 600 hk vardera. 
Flygbåten var försedd med tre däck. I det övre däcket fanns längst fram förarkabinen följt av navigationshytt, radiohytt, färdmekanikerns arbetshytt samt ett hjälpmaskinrum. Huvuddäcket användes för fraktgods, passagerarbagage samt flera kupéer för passagerare. Inredningen var luxuös för att konkurrera med atlantångarna. Några kupéer var inredda till rökrum, bar, matsal och toaletter. Planet utrustades för att transportera 66 passagerare vid långflygningar, medan man på de kortare resorna som inte behövde ge plats för sovande kunde transportera ca 100 personer. I det nedre däcket förvarades bränsletankarna som rymde 24 600 liter, räddningsutrustning samt nio vattentäta flyttankar som kunde bära upp hela flygbåtens vikt mot vattnet. 
12 juli 1929 genomförde man de första vattenutekörningarna med flygbåten, dagen efter 13 juli 1929 lättade flygplanet från vattenytan för första gången.
20 oktober 1929 genomfördes en testflygning där personal och familjer vid Dornier Flugzeugwerke samt några journalister fick följa med på en flygtur. Totalt deltog 169 personer under flygningen, alla sittande och därmed slog man världsrekordet med råge. Flygbåten körde cirka 50 sekunder på Bodensjöns yta innan den sakta steg till cirka 200 meters höjd. Flygningen varade i 40 minuter med en maxfart på 170 km/h. Passagerarna ombads att flytta sig från ena sidan till den andra vid svängarna för att med hjälp av tyngdkraften förstärka sidrodrets styrförmåga. Några dagar senare utfärdade de tyska luftfartsmyndigheterna ett luftvärdighetsbevis och flygplanet gavs registreringen D-1929.
3 november 1930 inledde Dornier en propaganda-, försäljnings- och transatlantisk provflygning. Flygningen var planerad att genomföras under några veckor. Man startade från Friedrichshafen med mellanlandningar i Nederländerna, England, Frankrike, Spanien, och Portugal. På grund av brand i ena vingen tvingades man att stanna i Lissabon i nästan sex veckor medan man väntade på en ny vinge från Tyskland. Efter att flygbåten blivit reparerad fortsatte resan längs Afrikas västkust, vid Las Palmas gav man sig över sydatlanten till Natal i Brasilien. Man följde östkusten norrut och landade i New York 27 augusti 1931.
Här passade man på att få motorerna genomgångna och andra delar av flygbåten servade. Under tiden flygbåten låg vid Glenn Curtiss Airport passade tusentals personer på att beskåda den enormt stora flygbåten. Några källor hävdar att flygbåten belades med kvarstad eftersom Dornier inte betalat för motorerna. 21 maj 1932 inledde man återfärden via Newfoundland, Azorerna, och slutligen sjön Müggelsee utanför Berlin. Vid landningen 24 maj möttes flygbåten av över 200 000 personer. Hela resan varade i 18 månader och flygsträckan mättes till 36 000 kilometer. 
Flygbåten överlämnades till Lufthansa för utvärdering. Den kom inte att gå i någon reguljär flygtrafik, men man genomförde en uppvisningsflygning mellan de tyska hamnstäderna 1932 och några chartrade specialflygningar. Under 1933 planerades en flygning via Wien och Budapest till Istanbul, men vid en hård landning på Donau utanför Passau skadades planets stjärtparti och flygningen fick avbrytas. Efter att flygbåten renoverats ställdes den ut i Tysklands nyöppnade flygmuseum utanför Berlin 1934. Under ett brittiskt bombanfall i 23–24 november 1943 totalförstördes flygbåten.
Totalt tillverkades Do X i tre exemplar, utöver D-1929, beställde Italien två exemplar som försågs med italienska Fiat A-22R V12 vattenkylda motorer. Båda flygbåtarna som namngavs Umberto Maddalena och Alessandro Guidoni placerades i La Spezias flyghamn, där de genomförde flygningar över Medelhavet för flygbolaget SANA. Flygbåtarna övertogs senare av det italienska flygvapnet.